# La Révolution du dansage
Pour plus de détails, voir Fiche technique et Distribution.
La Révolution du dansage est un documentaire québécois réalisé par Michel Brault et André Gladu en 1976.
Il est tiré de la série Le Son des Français d'Amérique, inscrite au Registre international Mémoire du monde du Canada et de l'UNESCO. Il dure 28 minutes et se concentre sur la région de l'Île d'Orléans.

## Synopsis
Le film met en scène Mme Georgiana Blouin-Audet, violoniste et maître des danses traditionnelles à l'Île d'Orléans. À travers des entrevues menées par les cinéastes ainsi que par l'ethnologue Normand Legault, Mme Audet se livre sur la manière dont les vieilles danses françaises ont perduré sur l'île malgré les interdictions du clergé.

## Fiche technique
- Titre : La Révolution du dansage
- Tiré de : Le Son des Français d'Amérique
- Réalisation : Michel Brault, André Gladu
- Société de production : Nanouk Films
- Pays d'origine :  Canada
- Format : 16 mm couleurs
- Langue : français
- Genre : documentaire
- Durée : 28 minutes
- Date de sortie : 1976